# Daiki Niwa
Daiki Niwa (Osaka, 16 de janeiro de 1986) é um futebolista japonês que atuava como defensor.

## Títulos
Gamba Osaka
- J-League 2014: 2014
- J-League 2 2013: 2013
- Copa do Imperador: 2014
- Copa da Liga Japonesa: 2014